# PFC Ludogorets Razgrad
Câu lạc bộ bóng đá chuyên nghiêp Ludogorets 1945 Razgrad (Tiếng Bulgaria:Професионален Футболен Клуб Лудогорец 1945), thường được biết đến là Ludogorets Razgrad hoặc đơn giản là Ludogorets, là một câu lạc bộ hiệp hội bóng đá Bulgaria được thánh lập năm 1945 ở Razgrad và hiện tại đâng thi đấu ở Giải Vô địch Quốc gia Bulgaria, giải đấu cao nhất thuộc hệ thống bóng đá Bulgaria.
Vào mùa giải 2011-12 ở nhóm A sau khi lên hạng, Ludogorets giánh cú ăn ba bằng cách giành chức vô địch quốc gia, Cúp Bulgaria và Siêu cúp Bulgaria. Sau đó, câu lạc bộ đã tạo ra một tầm ảnh hưởng đáng kể ở châu lục tại UEFA Europa League 2013–14 khi họ lọt vào Vòng 16 đội chỉ sau lần thứ hai ở châu Âu. Cho đến nay, họ đã lọt vào vòng loại trực tiếp của Europa League bốn lần, nhiều hơn bất kỳ câu lạc bộ nào khác ở Bulgaria. Ludogorets cũng chỉ là đội Bulgaria thứ hai sau Levski Sofia lọt vào vòng bảng UEFA Champions League, một kỳ tích mà họ đã đạt được trong mùa giải 2014–15. Cũng trong chiến dịch đó, họ trở thành đội Bulgaria đầu tiên có điểm ở vòng bảng Champions League sau chiến thắng 1–0 trước Basel ở Sofia.
Từ khi lên chơi tại hạng đấu cao nhất của Bulgaria vào năm 2011, Ludogorets đã khẳng định mình là một thế lực thống trị trong bóng đá Bulgaria, giành mọi chức vô địch có thể có kể từ đó. Họ cũng đã giành được Cúp Bulgaria hai lần, cũng như Siêu cúp Bulgaria bốn lần.
Màu truyền thống của Ludogorets là xanh lá và trắng. Sân nhà của câu lạc bộ là Huverpharma Arena ở Razgrad, sân vận động có sức chứa 10,500 khán giả. Huấn luyện viên của đội là Stanislav Genchev.

## Lịch sử

### Thành lập và khởi đầu
Được thành lập vào năm 1945 sau khi hợp nhất một số câu lạc bộ bóng đá nông thôn từ khu vực Ludogorie, Ludogorets Razgrad ban đầu tham gia vào giải bóng đá hạng Ba của Bulgaria. Họ thăng hạng lên giải hạng Hai vào năm 1961. Năm 1997 câu lạc bộ sát nhập với FC Antibiotic Razgrad và được đổi tên thành FC Antibiotic-Ludogorets. Năm 2005, câu lạc bộ không còn tồn tại. Sự nổi lên của Ludogorets bắt đầu từ mùa giải 2009/10 khi Aleksandar Aleksandrov, giám đốc FC Razgrad 2000, kế thừa lịch sử và hồ sơ truyền thống của câu lạc bộ của Antibiotic-Ludogorets trước đây, trả lại tên cho PFC Ludogorets 1945 Razgrad. Đội đã vào lên chơi giải hạng Nhì khi Ivaylo Petev được chỉ định làm Huấn luyện viên trưởng.

### Kỷ nguyên Domuschiev (2010 - nay)
Vào tháng 9 năm 2010, câu lạc bộ được mua bởi một doanh nhân hành nghề người Bulgaria Kiril Domuschiev, với ý định rõ ràng là đưa Ludogorets lên giải đấu hàng đầu Bulgaria. Điều này xảy ra vào tháng 5 năm 2011 với Ivaylo Petev trên cương vị Huấn luyện viên trưởng khi đội bóng thăng hạng lên hạng cao nhất lần đầu tiên trong lịch sử câu lạc bộ.

#### Danh hiệu đầu tiên
Vào tháng 5 năm 2012, Ludogorets đã hoàn thành cú đúp quốc nội khi họ giành được danh hiệu Cúp Bulgaria đầu tiên sau chiến thắng 2-1 trước Lokomotiv Plovdiv tại Sân vận động Lazur ở Burgas, và vào tháng 8 năm 2012, họ giành Siêu cúp Bulgaria, đánh bại Lokomotiv 3: 1, do đó trở thành đội đầu tiên giành được cú ăn ba trong mùa giải đầu tiên ở Bulgaria và là một trong số ít những đội trong lịch sử bóng đá quốc tế làm được điều đó.

#### Danh hiệu thứ hai
Ludogorets bắt đầu mùa giải 2012–13 với 8 trận thắng liên tiếp và 9 trận bất bại, và kết thúc lượt đi ở vị trí thứ nhất, giống như mùa trước, với chỉ 1 trận thua và 7 bàn thua trong số 15 trận đấu. Tuy nhiên, tại Cúp Bulgaria 2012–13, Ludogorets đã bị CSKA Sofia loại ở vòng 32 với tổng tỷ số 2-2 (CKSA Sofia thắng nhờ luật bàn thắng sân khách). Ở giai đoạn lượt về, Ludogorets chiếm ngôi đầu với việc mủa giải chỉ còn có 3 trận là kết thúc. Tuy nhiên, họ đã đánh bại với tỷ số 1-0 bởi Levski Sofia và Levski vượt lên đứng đầu. Vào vòng cuối cùng của mùa giải, Ludogorets đã phải đánh bại đội đã xuống hạng Montana và hy vọng rằng Slavia Sofia sẽ ngăn cản Levski chiến thắng trận đấu. Trong những phút cuối cùng của trận đấu Levski-Slavia, Levski đá phản lưới nhà dẫn đến tỷ số hòa 1-1, giúp Ludogorets giành chức vô địch thứ hai một cách đầy kịch tính. Trong trận Siêu cúp 2013, họ thua Beroe Stara Zagora 5-3 trên chấm phạt đền sau trận hòa 1-1 trong thời gian thi đấu chính thức.

#### Danh hiệu thứ ba
Trong mùa giải 2013/14, Ludogorets đã trở thành bá chủ các câu lạc bộ bóng đá Bulgaria.  "Những chú đại bàng" giành được danh hiệu thứ ba liên tiếp sớm trước 2 vòng trước khi kết thúc giải đấu và giành chức vô địch vào ngày 7 tháng 5 năm 2014. Vào ngày 15 tháng 5 năm 2014, Ludogorets đã đạt được cú ăn ba sau khi giành Cúp Bulgaria trước Botev (Plovdiv) 1-0 và Siêu cúp. Cả hai trận đấu đều diễn ra tại sân vận động "Lazur" ở Burgas.

#### Danh hiệu thứ tư
Danh hiệu thứ tư của Ludogorets đến sau chiến thắng trên sân nhà trước Lokomotiv (Sofia) với tỷ số 4: 1 vào ngày 15 tháng 5 năm 2015. Năm 2015 cũng là năm kỷ niệm 70 năm ngày thành lập đội bóng.

#### Danh hiệu thứ năm
Vào ngày 11 tháng 5 năm 2016, Ludogorets đã trở thành nhà vô địch Bulgaria lần thứ năm liên tiếp.

#### Danh hiệu thứ sáu
Mùa giải 2016/2017 là mùa giải thành công nhất trong lịch sử của Ludogorets. Họ trở thành nhà vô địch Bulgaria lần thứ sáu liên tiếp khi hơn đội nhì bảng tới 16 điểm. Lần thứ hai trong lịch sử bóng đá Bulgaria, có một đội bóng lọt vào vòng bảng Champions League với Georgi Dermendzhiev là Huấn luyện viên trưởng. Họ đứng thứ 3 ở bảng A khi giành được 2 điểm và tiếp tục tham dự giải đấu châu Âu là Europa League.

#### Danh hiệu thứ bảy
Mùa giải 2017/2018 là một mùa giải thành công nữa đối với Ludogorets. Ludogorets đã giành được Danh hiệu vô địch giải đấu quốc nội và có thành tích tốt tại cả hai Giải đấu Châu Âu - Champions League và Europa League.

#### Danh hiệu thứ tám
Ludogorets đã giành được danh hiệu mùa giải 2018/2019 sau chiến thắng 4-1 trên sân nhà trước PFC Cherno More vào tháng 5 năm 2019.

#### Danh hiệu thứ chín
Sự thống trị của Ludogorets ở Bulgaria vẫn tiếp diễn. Ludogorets đã phá kỷ lục khi trở thành đội có chức vô địch thứ chín liên tiếp sau chiến thắng 2-1 trước Beroe vào tháng 5 năm 2020.

#### Danh hiệu thứ mười
Ludogorets đã giành được danh hiệu thứ 10 liên tiếp, một kỷ lục chưa từng có của họ sau chiến thắng 3-1 trên sân nhà trước Beroe Stara Zagora vào tháng 5 năm 2021. Sau khi giành danh hiệu thứ 10 liên tiếp, câu lạc bộ quyết định đưa ngôi sao đầu tiên của họ lên huy hiệu của câu lạc bộ để đại diện cho 10 chức vô địch giải đấu trong nước.

### Châu Âu
Sau khi giành được chức vô địch quốc gia mùa 2011-2012, Ludogorets bước vào vòng sơ loại thứ hai của UEFA Champions League mùa 2012-2013, nhưng họ đã bi loại với tổng tỷ 3-4 sau khi Dinamo Zagreb khi bàn thắng sân khách vào phút cuối.
Là nhà vô địch của Bulgaria mùa giải 2012–13, Ludogorets được chơi ở UEFA Champions League 2013-2014 nơi họ vượt qua vòng loại, sau đó loại Slovan Bratislava và Partizan. Tuy nhiên, Ludogorets để thua trước Basel ở vòng play-off, nhưng họ đựoc xuống chơi Europa League.
Ludogorets được xếp vào bảng B Europa League 2013-2014. Họ bất bại ở vòng bảng, 5 trên 6 trận đó là chiến thắng, bao gồm cả chiến thắng trên sân nhà và sân khách trước PSV và Dinamo Zagreb. Trận duy nhất họ đánh rơi điểm là trận gặp Chornomorets Odesa. Ở vòng knock-out, Ludogorets đánh bại đương kim vô địch Coppa Italia Lazio 1-0 trên sân khách và 3-3 trên sân nhà với tổng tỷ số là 4-3, nhưng sau đó 0-3 trên sân nhà và 0-1 trên sân khách trước Valencia ở vòng 1/16.
Ở UEFA Champions League 2014-2015, Ludogorets một lần nữa giành chiến thắng ở cả hai vòng loại, trước F91 Dudelange của Luxembourg và Partizan của Serbia.. Ở trận play-off, họ đánh bại Steaua București để lần đầu tiên lọt vào vòng bảng UEFA Champions League. Thủ môn Vladislav Stoyanov đã bị đuổi vì thẻ vàng thứ hai ở phút cuối cùng của hiệp phụ thứ hai, khi Ludogorets đã sử dụng tất cả các quyền thay người. Trong loạt sút luân lưu, trung vệ Cosmin Moți sau khi thực hiện quả phạt đền đầu tiên, đã sút thành công và cản phá hai cú sút để đưa Ludogorets chiến thắng với tỷ số 6-5 trên chấm phạt đền.

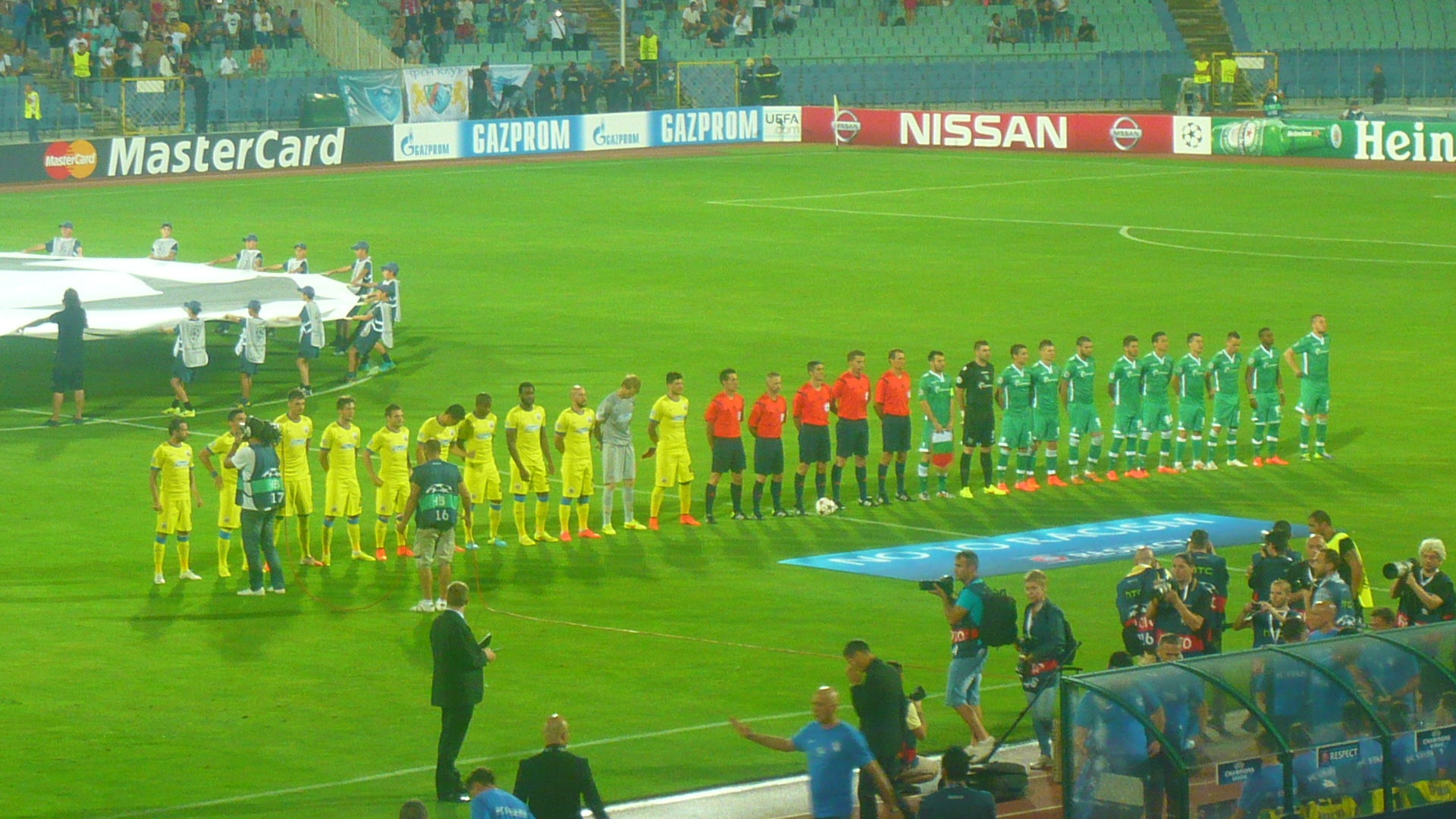
Ludogorets đối đầu với Steaua ở lượt về vòng play off 2014–15 Champions League ở sân vận động quốc gia Levski.

Ludogorets có trận ra mắt ở vòng bảng Champions League 2014–15 vào ngày 16 tháng 9 năm 2014, họ đã gỡ hòa tỷ số 1-1 trước Liverpool nhờ bàn thắng phút 90 của Dani Abalo, nhưng cuối cùng để thua 1-2, Liverpool đã được hưởng phạt đền sau khi thủ môn mới ký hợp đồng với Milan Borjan với Javier Manquillo trong vòng cấm, Steven Gerrard đã ghi bàn để mang về chiến thắng cho Liverpool. Ludogorets có trận ra mắt trên sân nhà ở vòng bảng Champions League 2014–15 vào ngày 1 tháng 10 năm 2014, họ ghi được bằn thắng vào phút thứ 6 vào lưới Real Madrid nhờ tiền vệ tấn công Marcelinho, nhưng vẫn để thua 1-2. Ở trận đấu này, Cristiano Ronaldo đã thực hiện hai quả phạt đền - quả đầu tiên bị thủ môn Vladislav Stoyanov cản phá, quả thứ hai thành công để gỡ hòa 1-1. Vào ngày 22 tháng 10 năm 2014, Yordan Minev ghi bàn thắng đầu tiên cho Ludogorets, ghi bàn thắng quyết định vào phút cuối trong chiến thắng 1-0 trên sân nhà trước Basel ở vòng bảng Champions League. Vào ngày 26 tháng 11 năm 2014, Dani Abalo ghi bàn ở phút thứ ba và Georgi Terziev ghi bàn đầu tiên ở phút 88, ghi bàn gỡ hòa 2-2 trước Liverpool trong trận hòa 2-2.
Ludogorets đã giành chức vô địch Bulgaria lần thứ 4 liên tiếp, nhưng một số cầu thủ đã rời đi sau khi kết thúc mùa giải. Georgi Dermendziev cũng được thay thế bằng HLV người Bồ Đào Nha Bruno Ribeiro. Những thay đổi muộn khiến Ludogorets bị loại ở vòng sơ loại thứ hai của UEFA Champions League 2015–16 bởi nhà vô địch Moldova Milsami Orhei.
Với việc Georgi Dermendzhiev trở lại dẫn dắt đội, ở Champions League 2016–17 , Ludogorets lần lượt giành chiến thắng ở vòng loại trước Mladost Podgorica và Sao đỏ Belgrade, sau đó là đánh bại Viktoria Plzeň trong trận play-off. Cuối cùng, họ trở thành đội bóng Bulgaria đầu tiên hai lần vượt qua vòng loại của giải đấu. Ở vòng bảng, Ludogorets đã giành được hai trận hòa trước Basel và một trước Paris Saint-Germain, đủ để đảm bảo cho họ vị trí thứ ba và xuống chơi vòng loại trực tiếp của UEFA Europa League 2016–17. Tuy nhiên, Ludogorets đã sớm rời giải sau khi không thể vượt qua Copenhagen với trận thua 1-2 trên sân nhà và trận hòa 0-0 trên sân khách.
Ludogorets đã không thể vượt qua vòng loại của hai mùa giải tiếp theo của Champion League, tuy nhiên trong cả hai lần họ đều giành quyền vào chơi Europa League. Ở mùa giải 2017–18, họ đứng thứ hai trong bảng sau Braga, loại İstanbul Başakşehir và 1899 Hoffenheim , trước khi thua Milan trong cả hai trận đấu ở vòng 32.
Mùa giải 2019–20, họ bị loại bởi Ferencváros ở vòng sơ loại Champions League đầu tiên, nhưng vẫn lọt vào vòng bảng của Europa League sau khi chiến thắng trước Valur, The New Saints và Maribor ở vòng loại. Ludogorets sau đó đã được đối đầu một lần nữa với Ferencváros, bên cạnh CSKA Moscow và câu lạc bộ Tây Ban Nha Espanyol. Họ dành chiến thắng 5–1 trên sân nhà trước CSKA Moscow, tiếp theo là chiến thắng 3–0 trên sân khách trước Ferencváros. Họ thua Espanyol hai lần,1–0 trên sân nhà và 6–0 trên sân khách nhưng đứng thứ hai sau hai trận hòa 1-1 trước CSKA và Ferencváros, cuối cùng đảm bảo một suất vào vòng loại trực tiếp.

### Kỷ niệm 75 năm
Ludogorets đã giành được chức vô địch giải Ngoại hạng Bulgaria thứ 9 liên tiếp trong lễ kỷ niệm 75 năm ngày thành lập CLB vào ngày 8 tháng 7 năm 2020 sau chiến thắng 3-0 trước Levski Sofia. Ludogorets đã mặc một bộ đồ đặc biệt màu xanh lá cây và màu vàng cổ điển được sử dụng vào năm 1945 khi câu lạc bộ mới được thành lập. Biểu trưng có chữ "Л" trên nền màu vàng là biểu tượng ban đầu trông như thế nào. Theo các tài liệu lưu trữ, thiết kế tương tự đã được sử dụng trong vài thập kỷ. Một phiên bản giới hạn của bộ áo cũ đã có sẵn cho người hâm mộ. Chúng có tên của tất cả các cầu thủ quan trọng của đội trong suốt 75 năm.

Huvepharma Arena, sân nhà của câu lạc bộ, trước một trận đấu ở UEFA Europa League vào tháng 6 năm 2018.

## Logo, áo đấu và linh vật
Màu sắc chính của áo đấu sân nhà của Ludogorets là màu xanh lá cây và áo đấu sân khách là màu trắng. Ngoài ra, áo đấu màu đen cũng được sử dụng trong một số trận đấu trong nước.Hiện tại áo đấu của Ludogorets được thiết kế bởi những người hâm mộ và được chọn sau một cuộc thăm dò trên trang web của câu lạc bộ. Nó đã được giới thiệu với công chúng trước khi bắt đầu mùa giải Vô địch Bulgaria mùa 2016–17.
Vào tháng 6 năm 2017, Ludogorets đã đạt được thỏa thuận tài trợ với nhà sản xuất quần áo thể thao của Anh Umbro cho hai mùa giải tiếp theo. Vào tháng 6 năm 2019, họ đã đạt được một thỏa thuận dài hạn mới với nhà sản xuất đồ thể thao của Mỹ Nike.
| Thời kỳ   | Nhà sản xuất áo đấu | Tài trợ trên áo đấu        |
| --------- | ------------------- | -------------------------- |
| 2006–2010 | Tomy Sport          | None                       |
| 2010–2012 | Adidas              | Huvepharma                 |
| 2012–2014 | Adidas              | Navibulgar / Huvepharma    |
| 2014–2016 | Macron              | eCasino.bg                 |
| 2016–2017 | Macron              | bet365 / Vivacom / Spetema |
| 2017–2018 | Umbro               | bet365 / Vivacom / Spetema |
| 2018–2019 | Umbro               | Efbet / Vivacom / Spetema  |
| 2019–     | Nike                | Efbet / Vivacom / Spetema  |

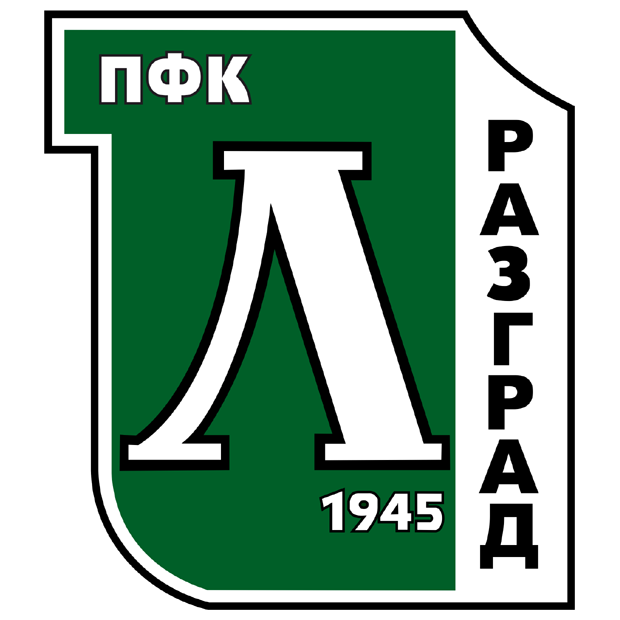
Logo của đội trước năm 2016.

Kể từ năm 2014, linh vật của đội là một con đại bàng có tên là Fortuna, vốn là món quà của Lazio.

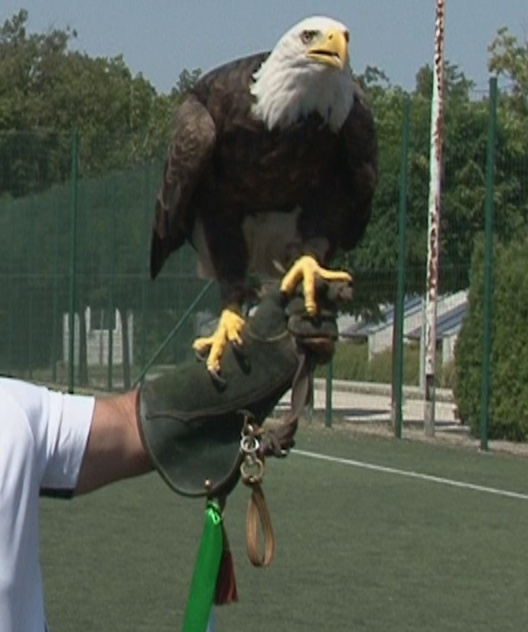
Ludogorets's mascot Fortuna

## Danh hiệu

### Danh hiệu trong nước
- Vô địch quốc gia Bulgaria:
  - Vô địch (13): 2011/12, 2012/13, 2013/14, 2014/15, 2015/16, 2016/17, 2017/18, 2018/19, 2019/20, 2020/21, 2021/22, 2022/23, 2023/24
- Cúp Bulgaria:
  - Vô địch (3): 2011–12, 2013–14, 2022/23
  - Á quân (1): 2016–17
- Siêu cúp Bulgaria:
  - Vô địch (5): 2012, 2014, 2018, 2019, 2021
- Hạng nhì Bulgaria:
  - Winners (1): 2010–11 (East)

### Ăn hai và ăn ba
- Ăn hai:
  - (5 lần): 2011–12, 2013–14, 2017–18, 2018–19, 2020–21
- Ăn ba:
  - (2 lần): 2011–12, 2013–14

### Đấu trường châu Âu
- UEFA Champions League
  - Vòng bảng (2):   2014–15, 2016–17
- UEFA Europa League
  - Vòng 1/16 (1):   2013–14
  - Vòng 1/32 (3):   2016–17, 2017–18, 2019–20

## Thành tích ở châu Âu
Tính đến 21 tháng 10 năm 2021
| Matches               | M   | W  | D  | L  | GF  | GA  | GD  |
| --------------------- | --- | -- | -- | -- | --- | --- | --- |
| UEFA Champions League | 54  | 19 | 14 | 21 | 80  | 76  | +4  |
| UEFA Europa League    | 56  | 18 | 18 | 20 | 75  | 67  | +8  |
| Total                 | 110 | 37 | 32 | 41 | 155 | 143 | +12 |

### Matches
| Season  | Competition           | Round     | Club                | Sân nhà | Sân khách | Tổng tỷ số   |
| ------- | --------------------- | --------- | ------------------- | ------- | --------- | ------------ |
| 2012–13 | UEFA Champions League | Vòng 2    | Dinamo Zagreb       | 1–1     | 2–3       | 3–4          |
| 2013–14 | UEFA Champions League | Vòng 2    | Slovan Bratislava   | 3–0     | 1–2       | 4–2          |
| 2013–14 | UEFA Champions League | Vòng 3    | Partizan            | 2–1     | 1–0       | 3–1          |
| 2013–14 | UEFA Champions League | Play-off  | Basel               | 2–4     | 0–2       | 2–6          |
| 2013–14 | UEFA Europa League    | Bảng B    | PSV                 | 2–0     | 2–0       | thứ 1        |
| 2013–14 | UEFA Europa League    | Bảng B    | Dinamo Zagreb       | 3–0     | 2–1       | thứ 1        |
| 2013–14 | UEFA Europa League    | Bảng B    | Chornomorets Odesa  | 1–1     | 1–0       | thứ 1        |
| 2013–14 | UEFA Europa League    | Vòng 1/32 | Lazio               | 3–3     | 1–0       | 4–3          |
| 2013–14 | UEFA Europa League    | Vòng 1/16 | Valencia            | 0–3     | 0–1       | 0–4          |
| 2014–15 | UEFA Champions League | Vòng 2    | F91 Dudelange       | 4–0     | 1–1       | 5–1          |
| 2014–15 | UEFA Champions League | Vòng 3    | Partizan            | 0–0     | 2–2       | 2–2 (a)      |
| 2014–15 | UEFA Champions League | Play-off  | Steaua București    | 1–0     | 0–1       | 1–1 (6–5 p.) |
| 2014–15 | UEFA Champions League | Bảng D    | Real Madrid         | 1–2     | 0–4       | thứ 4        |
| 2014–15 | UEFA Champions League | Bảng D    | Basel               | 1–0     | 0–4       | thứ 4        |
| 2014–15 | UEFA Champions League | Bảng D    | Liverpool           | 2–2     | 1–2       | thứ 4        |
| 2015–16 | UEFA Champions League | Vòng 2    | Milsami Orhei       | 0–1     | 1–2       | 1–3          |
| 2016–17 | UEFA Champions League | Vòng 2    | Mladost Podgorica   | 2–0     | 3–0       | 5–0          |
| 2016–17 | UEFA Champions League | Vòng 3    | Red Star Belgrade   | 2–2     | 4–2       | 6–4          |
| 2016–17 | UEFA Champions League | Play-off  | Viktoria Plzeň      | 2–0     | 2–2       | 4–2          |
| 2016–17 | UEFA Champions League | Bảng A    | Paris Saint-Germain | 1–3     | 2–2       | thứ 3        |
| 2016–17 | UEFA Champions League | Bảng A    | Arsenal             | 2–3     | 0–6       | thứ 3        |
| 2016–17 | UEFA Champions League | Bảng A    | Basel               | 0–0     | 1–1       | thứ 3        |
| 2016–17 | UEFA Europa League    | Vòng 1/32 | Copenhagen          | 1–2     | 0–0       | 1–2          |
| 2017–18 | UEFA Champions League | Vòng 2    | Žalgiris            | 4–1     | 1–2       | 5–3          |
| 2017–18 | UEFA Champions League | Vòng 3    | Hapoel Be'er Sheva  | 3–1     | 0–2       | 3–3 (a)      |
| 2017–18 | UEFA Europa League    | Play-off  | Sūduva Marijampolė  | 2–0     | 0–0       | 2–0          |
| 2017–18 | UEFA Europa League    | Bảng C    | Braga               | 1–1     | 2–0       | thứ 2        |
| 2017–18 | UEFA Europa League    | Bảng C    | 1899 Hoffenheim     | 2–1     | 1–1       | thứ 2        |
| 2017–18 | UEFA Europa League    | Bảng C    | İstanbul Başakşehir | 1–2     | 0–0       | thứ 2        |
| 2017–18 | UEFA Europa League    | Vòng 1/32 | Milan               | 0–3     | 0–1       | 0–4          |
| 2018–19 | UEFA Champions League | Vòng 1    | Crusaders           | 7–0     | 2–0       | 9–0          |
| 2018–19 | UEFA Champions League | Vòng 2    | MOL Vidi            | 0–0     | 0–1       | 0–1          |
| 2018–19 | UEFA Europa League    | Vòng 3    | Zrinjski Mostar     | 1–0     | 1–1       | 2–1          |
| 2018–19 | UEFA Europa League    | Play-off  | Torpedo Kutaisi     | 4–0     | 1–0       | 5–0          |
| 2018–19 | UEFA Europa League    | Bảng A    | Bayer Leverkusen    | 2–3     | 1–1       | thứ 4        |
| 2018–19 | UEFA Europa League    | Bảng A    | Zürich              | 1–1     | 0–1       | thứ 4        |
| 2018–19 | UEFA Europa League    | Bảng A    | AEK Larnaca         | 0–0     | 1–1       | thứ 4        |
| 2019–20 | UEFA Champions League | Vòng 1    | Ferencváros         | 2−3     | 1−2       | 3−5          |
| 2019–20 | UEFA Europa League    | Vòng 2    | Valur               | 4–0     | 1–1       | 5–1          |
| 2019–20 | UEFA Europa League    | Vòng 3    | The New Saints      | 5–0     | 4–0       | 9–0          |
| 2019–20 | UEFA Europa League    | Play-off  | Maribor             | 0–0     | 2–2       | 2–2 (a)      |
| 2019–20 | UEFA Europa League    | Bảng H    | CSKA Moscow         | 5–1     | 1–1       | thứ 2        |
| 2019–20 | UEFA Europa League    | Bảng H    | Espanyol            | 0−1     | 0−6       | thứ 2        |
| 2019–20 | UEFA Europa League    | Bảng H    | Ferencváros         | 1–1     | 3–0       | thứ 2        |
| 2019–20 | UEFA Europa League    | Vòng 1/32 | Internazionale      | 0−2     | 1−2       | 1–4          |
| 2020–21 | UEFA Champions League | Vòng 1    | Budućnost Podgorica | —       | 3–1       | 3–1          |
| 2020–21 | UEFA Champions League | Vòng 2    | Midtjylland         | 0–1     | —         | 0–1          |
| 2020–21 | UEFA Europa League    | Play-off  | Dynamo Brest        | —       | 2–0       | 2–0          |
| 2020–21 | UEFA Europa League    | Bảng J    | Tottenham Hotspur   | 1−3     | 0−4       | thứ 4        |
| 2020–21 | UEFA Europa League    | Bảng J    | LASK                | 1−3     | 3–4       | thứ 4        |
| 2020–21 | UEFA Europa League    | Bảng J    | Royal Antwerp       | 1−2     | 1−3       | thứ 4        |
| 2021–22 | UEFA Champions League | Vòng 1    | Shakhtyor Soligorsk | 1–0     | 1–0       | 2–0          |
| 2021–22 | UEFA Champions League | Vòng 2    | Mura                | 3–1     | 0–0       | 3–1          |
| 2021–22 | UEFA Champions League | Vòng 3    | Olympiacos          | 2–2     | 1–1       | 3–3 (4–1 p)  |
| 2021–22 | UEFA Champions League | Play-off  | Malmö FF            | 2–1     | 0–2       | 2–3          |
| 2021–22 | UEFA Europa League    | Bảng F    | Braga               | 0–1     |           |              |
| 2021–22 | UEFA Europa League    | Bảng F    | Red Star Belgrade   | 0–1     |           |              |
| 2021–22 | UEFA Europa League    | Bảng F    | Midtjylland         |         | 1–1       |              |

Chú ý
- Vòng 1: Vòng sơ loại đầu tiên
- Vòng 2: Vòng sơ loại thứ hai
- Vòng 3: Vòng sơ loại thứ ba
- Play-off: Vòng Play-off

### Xếp hạng UEFA
Từ ngày 16 tháng 10 năm 2021
| Hạng | Đội                      | Điểm   |
| ---- | ------------------------ | ------ |
| 53   | İstanbul Başakşehir F.K. | 25.000 |
| 54   | LASK                     | 24.000 |
| 55   | Ludogorets Razgrad       | 23.000 |
| –    | TSG 1899 Hoffenheim      | 23.000 |
| 57   | Malmö FF                 | 22.500 |

### Thống kế kết quả ở châu Âu
Tính đến 30 tháng 9 năm 2021
      Kết quả tốt
      Kết quả trung bình
      Kết quả không tốt
| Quốc tịch đối thủ    | Trận | Thắng | Hòa | Thua | Hệ số   |
| -------------------- | ---- | ----- | --- | ---- | ------- |
| Áo                   | 2    | 0     | 0   | 2    | 4:7     |
| Bỉ                   | 2    | 0     | 0   | 2    | 2:5     |
| Belarus              | 3    | 3     | 0   | 0    | 4:0     |
| Bosna và Hercegovina | 2    | 1     | 1   | 0    | 2:1     |
| Croatia              | 4    | 2     | 1   | 1    | 8:5     |
| Síp                  | 2    | 0     | 2   | 0    | 1:1     |
| Cộng hòa Séc         | 2    | 1     | 1   | 0    | 4:2     |
| Đan Mạch             | 4    | 0     | 2   | 2    | 2:4     |
| Anh                  | 6    | 0     | 1   | 5    | 6:20    |
| Pháp                 | 2    | 0     | 1   | 1    | 3:5     |
| Gruzia               | 2    | 2     | 0   | 0    | 5:0     |
| Đức                  | 4    | 1     | 2   | 1    | 6:6     |
| Hy Lạp               | 2    | 0     | 2   | 0    | 3:3     |
| Hungary              | 6    | 1     | 2   | 3    | 7:7     |
| Iceland              | 2    | 1     | 1   | 0    | 5:1     |
| Israel               | 2    | 1     | 0   | 1    | 3:3     |
| Ý                    | 6    | 1     | 1   | 4    | 5:11    |
| Litva                | 4    | 2     | 1   | 1    | 7:3     |
| Luxembourg           | 2    | 1     | 1   | 0    | 5:1     |
| Moldova              | 2    | 0     | 0   | 2    | 1:3     |
| Montenegro           | 3    | 3     | 0   | 0    | 8:1     |
| Hà Lan               | 2    | 2     | 0   | 0    | 4:0     |
| Bắc Ireland          | 2    | 2     | 0   | 0    | 9:0     |
| Bồ Đào Nha           | 3    | 1     | 1   | 1    | 3:2     |
| România              | 2    | 1     | 0   | 1    | 1:1     |
| Nga                  | 2    | 1     | 1   | 0    | 6:2     |
| Serbia               | 7    | 3     | 3   | 1    | 11:8    |
| Slovakia             | 2    | 1     | 0   | 1    | 4:2     |
| Slovenia             | 4    | 1     | 3   | 0    | 5:3     |
| Tây Ban Nha          | 6    | 0     | 0   | 6    | 1:17    |
| Thụy Điển            | 2    | 1     | 0   | 1    | 2:3     |
| Thụy Sĩ              | 8    | 1     | 3   | 4    | 5:13    |
| Thổ Nhĩ Kỳ           | 2    | 0     | 1   | 1    | 1:2     |
| Ukraina              | 2    | 1     | 1   | 0    | 2:1     |
| Wales                | 2    | 2     | 0   | 0    | 9:0     |
| Tất cả               | 110  | 37    | 32  | 41   | 155:143 |

## Cấu thủ

### Cầu thủ đội một
Tính đến 6 tháng 9 năm 2021
Ghi chú: Quốc kỳ chỉ đội tuyển quốc gia được xác định rõ trong điều lệ tư cách FIFA. Các cầu thủ có thể giữ hơn một quốc tịch ngoài FIFA.
| Số | VT | Quốc gia               | Cầu thủ                   |
| -- | -- | ---------------------- | ------------------------- |
| 1  | TM | Hà Lan                 | Sergio Padt               |
| 3  | HV | Bulgaria               | Anton Nedyalkov (captain) |
| 4  | HV | Bulgaria               | Cicinho                   |
| 5  | HV | Bulgaria               | Georgi Terziev            |
| 6  | HV | Suriname               | Shaquille Pinas           |
| 7  | TV | Brasil                 | Alex Santana              |
| 8  | TV | Bồ Đào Nha             | Claude Gonçalves          |
| 9  | TĐ | Tây Ban Nha            | Higinio Marín             |
| 10 | TĐ | Hà Lan                 | Elvis Manu                |
| 11 | TĐ | Bulgaria               | Kiril Despodov            |
| 13 | TĐ | Cộng hòa Congo         | Mavis Tchibota            |
| 19 | TĐ | Cộng hòa Síp           | Pieros Sotiriou           |
| 22 | HV | Cộng hòa Dân chủ Congo | Jordan Ikoko              |

| Số | VT | Quốc gia   | Cầu thủ           |
| -- | -- | ---------- | ----------------- |
| 23 | TV | Angola     | Show              |
| 24 | HV | Bénin      | Olivier Verdon    |
| 25 | TV | Sénégal    | Stéphane Badji    |
| 29 | TV | România    | Dorin Rotariu     |
| 30 | HV | Ukraina    | Ihor Plastun      |
| 32 | HV | Bồ Đào Nha | Josué Sá          |
| 37 | TV | Ghana      | Bernard Tekpetey  |
| 45 | TĐ | Bulgaria   | Dimitar Mitkov    |
| 64 | TV | Bulgaria   | Dominik Yankov    |
| 71 | TM | Croatia    | Kristijan Kahlina |
| 82 | TV | Bulgaria   | Ivan Yordanov     |
| 88 | TV | Bulgaria   | Wanderson         |
| 95 | TV | Brasil     | Cauly             |

### Cầu thủ cho mượn
Ghi chú: Quốc kỳ chỉ đội tuyển quốc gia được xác định rõ trong điều lệ tư cách FIFA. Các cầu thủ có thể giữ hơn một quốc tịch ngoài FIFA.
| Số | VT | Quốc gia     | Cầu thủ                                              |
| -- | -- | ------------ | ---------------------------------------------------- |
| —  | TV | Bulgaria     | Serkan Yusein (ở Beroe cho đên 30 tháng 6 năm 2022)  |
| —  | TV | Guiné-Bissau | Jorginho (ở Wisła Płock cho đến 30 tháng 6 năm 2022) |

| Số | VT | Quốc gia | Cầu thủ                                            |
| -- | -- | -------- | -------------------------------------------------- |
| —  | TĐ | Brasil   | Júnior Brandão (ở CRB cho đến 30 tháng 6 năm 2022) |

### Cầu thủ nước ngoài
Tối đa năm cầu thủ không thuộc Liên minh Châu Âu có thể được đăng ký và thi đấu cho đội một ở Giải vô địch, tuy nhiên chỉ có thể sử dụng ba cầu thủ trong một trận. Những cầu thủ không có quốc tịch thuộc EU có tổ tiên châu Âu có thể yêu cầu quyền công dân từ quốc gia mà tổ tiên của họ xuất thân. Nếu một cầu thủ không có tổ tiên châu Âu, anh ta có thể yêu cầu nhập quốc tịch Bulgaria sau khi chơi ở Bulgaria trong năm năm.
| EU Nationals - Kristijan Kahlina - Pieros Sotiriou - Sergio Padt - Claude Gonçalves - Josué Sá - Dorin Rotariu - Higinio Marín | EU Nationals (Dual citizenship) - Olivier Verdon - Wanderson - Cicinho - Cauly - Dominik Yankov - Jordan Ikoko - Elvis Manu - Shaquille Pinas - Ihor Plastun | Non-EU Nationals - Alex Santana - Mavis Tchibota - Stéphane Badji - Bernard Tekpetey - Show |  |

## Kỷ lục và thống kê đáng chú ý

### Kỷ lục câu lạc bộ
- Trận thắng lớn nhất ở sân nhà ở Hạng Nhất: Ludogorets 7–0 Beroe Stara Zagora (18/4/2018)
- Trận thắng lớn nhất ở sân khách ở Hạng Nhất: Minyor Pernik 0–7 Ludogorets (18/4/2012)
- Trận thua lớn nhất ở sân nhà ở Hạng Nhất: Ludogorets 0–2 Cherno More Varna (29/3/2012), Ludogorets 2–4 Litex Lovech (20/10/2013), Ludogorets 0–2 Beroe Stara Zagora (20/5/2016), Ludogorets 3–5 Pirin Blagoevgrad (13/12/2021)
- Trận thua lớn nhất ở sân khách ở Hạng Nhất: CSKA Sofia 4–1 Ludogorets (12/5/2021)
- Chuỗi bất bại dài nhất ở giải Hạng Nhất: 35 (2018–19) (5), (2019–20) (30)
- Chuỗi không thắng dài nhất ở Hạng Nhất (một mùa giải): 4 (2017–18)
- Chuỗi trận thắng dài nhất ở Hạng Nhất (một mùa giải): 14 (2017–18)
- Chuỗi trận thua dài nhất ở Hạng Nhất (một mùa giải): 3 (2011–12)
- Trận thắng lớn nhất ở sân nhà ở Châu Âu: Ludogorets 7–0  Crusaders (11/7/2018, lượt đi vòng loại đầu tiên UEFA Champions League)
- Trận thắng lớn nhất ở sân khách ở Châu Âu:  The New Saints 0–4 Ludogorets (15/8/2019, lượt về vòng loại thứ ba UEFA Europa League)
- Trận thua lớn nhất ở sân nhà ở Châu Âu: Ludogorets 0–3  Valencia (13/3/2014, Vòng 1/16 UEFA Europa League), Ludogorets 0–3  Milan (15/2/2018, Vòng 1/32 UEFA Europa League)
- Trận thua lớn nhất ở sân khách ở Châu Âu:  Arsenal 6–0 Ludogorets (19/10/2016, vòng bảng UEFA Champions League),  Espanyol 6–0 Ludogorets (7/11/2019, vòng bảng ÙEA Europa League)

1. ↑  https://www.uefa.com/teamsandplayers/teams/club=2603104/profile/index.html
2. ↑  "Ludogorets won the sixth title with a record breaking score!". www.ludogorets.com (bằng tiếng Anh). Truy cập ngày 26 tháng 10 năm 2021.
3. ↑  "Achievements, records & performance | PFC Ludogorets". www.ludogorets.com (bằng tiếng Anh). Truy cập ngày 26 tháng 10 năm 2021.
4. ↑  ""Лудогорец Арена" с най-модерното осветление". Sportal.bg (bằng tiếng Bulgaria). Truy cập ngày 26 tháng 10 năm 2021.
5. ↑  ЕООД, Български футбол. "Лудогорец 1945 (Разград) | bgclubs.eu". bgclubs.eu (bằng tiếng Bulgaria). Truy cập ngày 26 tháng 10 năm 2021.
6. ↑  UEFA.com (ngày 24 tháng 10 năm 2011). "Ludogorets crash the party in Bulgaria". UEFA.com (bằng tiếng Anh). Truy cập ngày 26 tháng 10 năm 2021.
7. ↑  UEFA.com (ngày 16 tháng 5 năm 2012). "Ludogorets clinch maiden Bulgarian Cup". UEFA.com (bằng tiếng Anh). Truy cập ngày 26 tháng 10 năm 2021.
8. ↑  "Third title in hall of fame | 2013/2014 | PFC Ludogorets". www.ludogorets.com (bằng tiếng Anh). Truy cập ngày 26 tháng 10 năm 2021.
9. ↑  "Ludogorets won the 9th consecutive Bulgarian championship title". www.ludogorets.com (bằng tiếng Anh). Truy cập ngày 27 tháng 10 năm 2021.
10. ↑  "Europa League: Ludogorets win 2-1 at Dinamo Zagreb in Group B". Sky Sports (bằng tiếng Anh). Truy cập ngày 27 tháng 10 năm 2021.
11. ↑  "Europa League: Ludogorets progress after 4-3 victory over Lazio". Sky Sports (bằng tiếng Anh). Truy cập ngày 27 tháng 10 năm 2021.
12. ↑  "Europa League: Valencia beat Ludogorets 1-0 to reach quarter-finals". Sky Sports (bằng tiếng Anh). Truy cập ngày 31 tháng 10 năm 2021.
13. ↑  UEFA.com. "Diddeleng-Ludogorets 2015 History | UEFA Champions League". UEFA.com (bằng tiếng Anh). Truy cập ngày 31 tháng 10 năm 2021.
14. ↑  UEFA.com. "Partizan-Ludogorets 2015 History | UEFA Champions League". UEFA.com (bằng tiếng Anh). Truy cập ngày 31 tháng 10 năm 2021.
15. ↑  "Defender scores and saves in shootout win". BBC Sport (bằng tiếng Anh). Truy cập ngày 1 tháng 11 năm 2021.
16. 1 2  "Liverpool 2-1 Ludogorets Razgrad". BBC Sport (bằng tiếng Anh). Truy cập ngày 1 tháng 11 năm 2021.
17. ↑  UEFA.com. "Ludogorets-Real Madrid 2015 History | UEFA Champions League". UEFA.com (bằng tiếng Anh). Truy cập ngày 1 tháng 11 năm 2021.
18. ↑  "Ludogorets v Basel Live Commentary & Result, 22/10/2014, UEFA Champions League | Goal.com". www.goal.com. Truy cập ngày 1 tháng 11 năm 2021.
19. ↑  UEFA.com (ngày 26 tháng 11 năm 2014). "Liverpool hit by late Ludogorets leveller". UEFA.com (bằng tiếng Anh). Truy cập ngày 1 tháng 11 năm 2021.
20. ↑  UEFA.com. "Ludogorets-CSKA Moskva 2020 History | UEFA Europa League". UEFA.com (bằng tiếng Anh). Truy cập ngày 2 tháng 11 năm 2021.
21. ↑  UEFA.com. "Ferencváros-Ludogorets 2020 History | UEFA Europa League". UEFA.com (bằng tiếng Anh). Truy cập ngày 2 tháng 11 năm 2021.
22. ↑  "PFC Ludogorets Razgrad", Wikipedia (bằng tiếng Anh), ngày 21 tháng 10 năm 2021, truy cập ngày 2 tháng 11 năm 2021
23. ↑  "Take a look at the retro outfit Ludogorets will wear on the 75th anniversary". www.ludogorets.com (bằng tiếng Anh). Truy cập ngày 2 tháng 11 năm 2021.
24. ↑  "Лудогорец ще играе с Umbro през следващите два сезона". www.ludogorets.com (bằng tiếng Anh). Truy cập ngày 3 tháng 11 năm 2021.
25. ↑  topsport.bg (ngày 18 tháng 4 năm 2014). "Орлицата Фортуна в неизвестност!". Topsport.bg (bằng tiếng bulgarian). Truy cập ngày 3 tháng 11 năm 2021.{{Chú thích web}}:  Quản lý CS1: ngôn ngữ không rõ (liên kết)
26. ↑  Kassies, Bert. "UEFA Team Ranking 2022". kassiesa.home.xs4all.nl. Truy cập ngày 28 tháng 8 năm 2021.
27. ↑  "Players : A team – PFC Ludogorets". www.ludogorets.com. Truy cập ngày 3 tháng 5 năm 2017.